# Neoechinorhynchidae
Neoechinorhynchidae, porodica parazitskih crva bodljikave glave iz razreda Eoacanthocephala, red Neoechinorhynchida. Sastoji se od 17 rodova sa 102 vrste.
- Atactorhynchus (1)
- Dispiron (1)
- Eocollis (2)
- Floridosentis (1)
- Gorytocephalus (3)
- Gracilisentis (3)
- Hebesoma (1)
- Hexaspiron (1)
- Microsentis (1)
- Neoechinorhynchus (75)
- Octospinifer (4)
- Octospiniferoides (3)
- Pandosentis (1)
- Paulisentis (2)
- Tanaorhamphus (1)
- Wolffhugelia (1)
- Zeylonechinorhynchus (1)